# Region Stuttgart
Region Stuttgart (do 1992 Region Mittlerer Neckar) – region w Niemczech, w kraju związkowym Badenia-Wirtembergia, w rejencji Stuttgart. Siedzibą regionu jest miasto Stuttgart.

## Podział administracyjny
W skład regionu Stuttgart wchodzą:
- jedno miasto na prawach powiatu (Stadtkreis)
- pięć powiatów ziemskich (Landkreis)

Miasta na prawach powiatu:
| Lp. | Nazwa miasta | Ludność (31 grudnia 2022) | Powierzchnia km² |
| --- | ------------ | ------------------------- | ---------------- |
| 1   | Stuttgart    | 632.865                   | 207,32           |

Powiaty ziemskie:
| Lp. | Nazwa powiatu | Ludność (31 grudnia 2022) | Powierzchnia km² | Liczba gmin |
| --- | ------------- | ------------------------- | ---------------- | ----------- |
| 1   | Böblingen     | 398.258                   | 617,78           | 26          |
| 2   | Esslingen     | 540.226                   | 641,28           | 44          |
| 3   | Göppingen     | 261.857                   | 642,32           | 38          |
| 4   | Ludwigsburg   | 551.051                   | 686,77           | 39          |
| 5   | Rems-Murr     | 432.397                   | 858,09           | 31          |